# یائیل ابکاسیس
یائیل ابکاسیس (عبری: יעל אבקסיס‎؛ زادهٔ ۱۹ ژوئیهٔ ۱۹۶۷) هنرپیشه، مدل، مجری تلویزیون، بازیگر تئاتر، بازیگر سینما، و تهیه‌کننده فیلم اهل اسرائیل است. او مدلینگ را در سن ۱۴ سالگی آغاز کرد اولین فعالیت حرفه‌ای او در عرصه سینما در سال ۱۹۹۱ اتفاق افتاد.
او در فیلم برای ساشا بازی کرده‌است.